# Aéroport de Ngari-Gunsa
L'aéroport Ngari-Gunsa (chinois : 阿里昆莎机场 ; pinyin : Ālǐ kūnshā jīchǎng ; (code IATA : NGQ • code OACI : ZUAL)), inauguré le 1er juillet 2010 est un aéroport mixte à usage civil et militaire situé près de Shiquanhe, dans la préfecture de Ngari, en Région autonome du Tibet, à l'ouest de la Chine. Il devient le 4e plus haut aéroport au monde après l'ouverture de l'Aéroport de Daocheng Yading début 2011 et le 4e aéroport de la région autonome

Le premier avion à utiliser l'aéroport lors de son inauguration a été un Airbus A319.